# Lista över förbundsvägar i Tyskland
| Skylt | Namn             | Sträckning | Förbundsländer längs sträckningen                                        | Längd (km) |
| ----- | ---------------- | --- | ------------------------------------------------------------------------ | ---------- |
|       | Bundesstrasse 1  | Nederländerna - Aachen - Grevenbroich - Neuss - Düsseldorf - Ratingen - Breitscheid - Mülheim an der Ruhr - Essen - Bochum - Dortmund - Unna - Werl - Soest - Paderborn - Hameln - Hildesheim - Braunschweig - Magdeburg - Brandenburg an der Havel - Potsdam - Berlin - Seelow - Polen | Nordrhein-Westfalen, Niedersachsen, Sachsen-Anhalt, Brandenburg, Berlin  | 778        |
|       | Bundesstrasse 2  | Polen - Eberswalde - Bernau bei Berlin - Berlin - Potsdam - Leipzig - Wittenberg - Zeitz - Gera - Schleiz - Hof - Bayreuth - Betzenstein - Nürnberg - Schwabach - Weißenburg in Bayern - Augsburg - München - Starnberg - Weilheim in Oberbayern - Garmisch-Partenkirchen - Mittenwald - Österrike | Brandenburg, Berlin, Sachsen-Anhalt, Sachsen, Thüringen, Bayern          | 941        |
|       | Bundesstrasse 3  | Buxtehude - Buchholz in der Nordheide - Soltau - Celle - Hannover - Alfeld - Einbeck - Northeim - Göttingen - Kassel - Fritzlar - Gilserberg - Lischeid - Cölbe - Marburg Gießen - Frankfurt am Main - Darmstadt - Heidelberg - Karlsruhe - Rastatt - Baden-Baden - Offenburg - Friesenheim - Freiburg im Breisgau - Schweiz | Niedersachsen, Hessen, Baden-Württemberg                                 | 812        |
|       | Bundesstrasse 4  | Bad Bramstedt - Hamburg - Lüneburg – Uelzen – Gifhorn – Braunschweig – Wolfenbüttel – Bad Harzburg – Torfhaus (högsta punkt efter B4, över 800 m ö.h.) – Braunlage – Nordhausen – Sondershausen – Erfurt – Arnstadt – Ilmenau – Schleusingen – Eisfeld – Coburg – Bamberg – Forchheim – Erlangen – Nürnberg | Schleswig-Holstein, Hamburg, Niedersachsen, Thüringen, Bayern            | 610        |
|       | Bundesstrasse 5  | Danmark - Süderlügum - Niebüll - Bredstedt - Husum - Tönning - Heide - Meldorf - Brunsbüttel - Itzehoe - Elmshorn - Hamburg - Hamburg-Bergedorf - Geesthacht - Ludwigslust - Grabow - Perleberg - Wusterhausen/Dosse - Wustermark - Berlin - Müncheberg - Frankfurt an der Oder - Polen | Schleswig-Holstein, Hamburg, Mecklenburg-Vorpommern, Berlin, Brandenburg | 553        |
|       | Bundesstrasse 6  | Bremerhaven - Bremen - Brinkum - Syke - Asendorf - Nienburg - Neustadt am Rübenberge - Hannover - Sarstedt - Salzgitter Bad - Wernigerode - Blankenburg - Quedlinburg - Aschersleben - Domnitz - Halle (Saale) - Leipzig - Wurzen - Oschatz - Meissen - Dresden - Bischofswerda - Bautzen - Görlitz - Polen | Niedersachsen, Bremen, Sachsen-Anhalt, Sachsen                           | ca. 550    |
|       | Bundesstrasse 7  | Nederländerna - Kaldenkirchen - Dülken - Viersen - Kaarst - Düsseldorf - Mettmann - Wuppertal - Gevelsberg - Hagen - Iserlohn - Menden - Neheim - Arnsberg - Meschede - Bestwig - Brilon - Marsberg - Scherfede - Warburg - Calden - Kassel - Hessisch Lichtenau - Waldkappel - Creuzburg - Eisenach - Gotha - Erfurt - Weimar - Jena - Eisenberg - Gera - Schmölln - Altenburg - Rochlitz                                                                                               | Nordrhein-Westfalen, Hessen, Thüringen, Sachsen                          | 530        |
|       | Bundesstrasse 8  | Nederländerna - Emmerich am Rhein - Rees - Wesel - Dinslaken - Duisburg - Düsseldorf - Langenfeld - Leverkusen - Köln - Troisdorf - Hennef - Altenkirchen (Westerwald) - Hahn am See - Limburg an der Lahn - Bad Camberg - Frankfurt am Main - Hanau - Aschaffenburg - Marktheidenfeld - Würzburg - Kitzingen - Neustadt an der Aisch - Fürth - Nürnberg - Feucht - Neumarkt in der Oberpfalz - Hemau - Nittendorf - Regensburg - Straubing - Plattling - Vilshofen - Passau - Österrike | Nordrhein-Westfalen, Rheinland-Pfalz, Hessen, Bayern                     | ca. 800    |
|       | Bundesstrasse 9  | Nederländerna - Nütterden - Kleve - Goch - Weeze - Kelelaer - Hüls - Krefeld - Osterath - Neuss - Dormagen - Köln - Wesseling - Bonn - Remagen - Sinzig - Andernach - Koblenz - Oberwesel - Bingen am Rhein - Mainz - Guntersblum - Worms - Frankenthal - Speyer - Germersheim - Wörth am Rhein - Kandel - Frankrike | Nordrhein-Westfalen, Rheinland-Pfalz                                     | ca. 450    |
|       | Bundesstrasse 10 | Lebach - Eppelborn - Friedrichsthal - Neunkirchen - Homburg - Zweibrücken - Pirmasens - Annweiler am Trifels - Landau in der Pfalz - Karlsruhe - Pforzheim - Mühlacker - Stammheim - Stuttgart - Esslingen am Neckar - Göppingen - Geislingen an der Steige - Ulm - Nersingen - Günzburg - Burgau - Zusmarshausen - Augsburg | Saarland, Rheinland-Pfalz - Baden-Württemberg - Bayern                   | ca. 300 km |